# Binnennachfrage
Der Begriff Binnennachfrage (auch Inlandsnachfrage) beschreibt die Nachfrage nach Konsum- und Investitionsgütern innerhalb eines Binnenmarktes und somit einen Teil der Gesamtnachfrage. Die Binnennachfrage ist abzugrenzen von der Exportnachfrage, die die Nachfrage aus dem Ausland beschreibt.

## Bestandteile
Gemäß der Gesamtnachfrage-Formel besteht die Binnennachfrage aus Konsumgüternachfrage, Investitionsgüternachfrage und Staatsnachfrage.
Die Investitionsgüternachfrage wird vor allen Dingen dort erzeugt, wo die Kosten am günstigsten sind. Relevant sind hierbei unter anderem die Lohnkosten, die die Unternehmen beispielsweise veranlassen nicht mehr in den entwickelten Industriestaaten (z. B. Deutschland, USA, Großbritannien), sondern in den wirtschaftlich aufstrebenden Ländern Osteuropas und Asiens zu investieren.

## Gesamtwirtschaftliche und politische Bedeutung
Die wirtschaftspolitische Bedeutung der Konsum- und Investitionsgüternachfrage wird je nach ökonomischer Denkschule unterschiedlich stark betont. Die keynesianische Theorie betont die Bedeutung der makroökonomischen Nachfrage (und somit insbesondere der Konsumgüternachfrage) für die Entwicklung der Volkswirtschaft als Ganzes, während die neoklassische Theorie die Gültigkeit des sayschen Theorems annimmt und somit der Investitionsgüternachfrage eine geringerere gesamtwirtschaftliche Bedeutung beimisst. Die in der modernen Wirtschaftstheorie versuchte Synthese erachtet die Entwicklung der Binnennachfrage zumindest in der kurzen Frist als grundlegend für die konjunkturelle Entwicklung einer Volkswirtschaft.
Aufgrund ihres Zeithorizonts stellt die Binnennachfrage somit eine wichtige Zielgröße der Wirtschaftspolitik dar. Daher sind die Auswirkungen bestimmter wirtschaftspolitischer Entscheidungen auf die Binnennachfrage oft eine entscheidungsrelevante Zielgröße im politischen Prozess.

### Lohnkosten und Binnennachfrage
Die Binnennachfrage erlangt insbesondere in Diskussionen um Lohnkosten Bedeutung. Einerseits senken geringere Löhne die Kosten einer Ware oder Dienstleistung und machen sie so über geringere Preise für den Export attraktiver. Da diese Löhne aber wieder die Grundlage für die Nachfrage am Binnenmarkt bilden, kann eine Senkung der Löhne gleichzeitig die Konsumgüternachfrage senken. Andererseits haben geringere Löhne auch zur Folge, dass Unternehmen mehr Stellen anbieten können, wodurch die gesamtwirtschaftliche Lohnsumme möglicherweise nicht fällt, und die Binnennachfrage somit auch nicht. 
Der Einfluss auf Investitionsgüternachfrage wird ähnlich kontrovers diskutiert. Festzustellen ist auch hier, dass die Höhe der Lohnkosten nur einer von vielen Faktoren ist, die die Nachfrage bestimmen. Weitere Faktoren die die Entscheidungen über den Investitionsstandort und -höhe beeinflussen sind unter anderem die Verfügbarkeit qualifizierter Arbeitnehmer, die vorhandene Infrastruktur, die Steuer- und Subventionspolitik, die Rechtslage und -sicherheit und das Wechselkursrisiko.

### Staatsverschuldung und Binnennachfrage
Auch in der Diskussion um die gesamtwirtschaftliche Bedeutung der Staatsverschuldung spielt die Binnennachfrage eine wichtige Rolle. Eine höhere Verschuldung führt zwar direkt über die höhere Staatsnachfrage zu einer ansteigenden Binnennachfrage, langfristig jedoch führt ein hoher Bestand an Staatsschulden über die erhöhte Zinslast zu einer verminderten Staatsnachfrage und somit zu einem Rückgang der Binnennachfrage. 